# Chapelon
Chapelon je francouzská obec v departementu Loiret v regionu Centre-Val de Loire. V roce 2011 zde žilo 278 obyvatel.

## Sousední obce
Corbeilles, Ladon, Lorcy, Mignerette, Mignères, Moulon

## Vývoj počtu obyvatel
Počet obyvatel